# Jamiu Alimi
Jamiu Abiodun Alimi (* 5. Oktober 1992 in Lagos) ist ein nigerianischer Fußballspieler. 

## Vereinskarriere
Alimi begann seine Karriere 2009 mit der Westerlo Football Academy in Lagos, ein Farmteam des belgischen Erstligisten KVC Westerlo. Nachdem er sich dort zum Leistungsträger entwickelte, bekam er im Sommer 2009, eine Einladung für ein Probetraining beim belgischen Verein KVC Westerlo. Im Januar 2011 wechselte er zusammen mit seinen beiden Vereinskameraden Salau Ibrahim und Bright Edomwonyi Osagie zum belgischen Mutterverein KVC Westerlo. Nachdem er sich nicht in Belgien durchsetzen konnte und nur zu fünf Einsätzen kam, wechselte er am 30. August 2011 auf Leihbasis zum ukrainischen Premjer-Liha Verein Metallurg Donezk. Nach seiner Rückkehr im Oktober 2011 nach Belgien, wurde er an Tawrija Simferopol verkauft. Am 20. November 2011 gab er sein Profi-Debüt in der ukrainischen Premjer-Liha gegen Wolyn Luzk. Dann folgte eine Spielzeit bei Olympiakos Nikosia und seit 2014 spielt er wieder in seiner Heimat Nigeria, aktuell für die Sunshine Stars.

## Internationale Karriere
Alimi spielte die Qualifikation für die U-20-Fußball-Weltmeisterschaft 2011, musste aufgrund einer Verletzung die Teilnahme an der Endrunde verzichten. Zwischen 2015 und 2016 absolvierte er auch vier Partien für die A-Nationalmannschaft.